# Franco D'Ambra
Alberto Scialla, conosciuto come Franco D'Ambra (Marcianise, 22 aprile 1943), è un cantante italiano.

## Biografia
Debutta giovanissimo nel 1960 firmando un contratto discografico con l'etichetta Royal. Il primo disco contiene i brani "Sette stelle" e "Vaco e torno". Nel 1962 partecipa al Burlamacco d'Oro di Viareggio dove propone i brani "Via Partenope" e "Aiutami" eseguite in abbinamento con Nella Bellero e Wilma De Angelis. Nel dicembre dello stesso anno prende parte al Gran Festival di Piedigrotta dove presenta "Nuie ce lassammo", abbinato a Jula de Palma, e "Mille buscie" in abbinamento con Nico Pari.
Nel 1963 partecipa alla prima edizione della Barca d'Oro, dove propone i motivi "N'ata jurnata" e "Nun è possibile". Nello stesso anno partecipa al 2º Festival Città di Ercolano, dove presenta le canzoni "Chitarre 'e notte" abbinato ad Alberto Berri, "Ammore d'estate" in abbinamento con Mario Abbate e "Inutilmente" abbinato a Lucia Valeri. L'anno seguente debutta al 12º festival di Napoli interpretando "T'arricuorde Carmè", eseguita in abbinamento con i Marcellos Ferial. Nel 1965 firma un nuovo contratto con l'etichetta King di Aurelio Fierro e ritorna al festival di Napoli per interpretare "Nu saluto", brano che non accede alla finale, eseguito in abbinamento con Maria Paris. Nel 1966 ritorna alla Barca d'Oro per interpretare i motivi "Chi sì tu" e "Rossa 'e fuoco" abbinato rispettivamente a Lino Rota e Nino Fiore. Nel 1969 ritorna al festival della Canzone napoletana per interpretare il brano "'Na rosa... mille rose" in abbinamento con Nunzio Gallo, motivo escluso dalla serata finale. Per tutta la prima metà degli anni settanta continua a tenere numerose tournée, soprattutto oltre oceano; nel 1971, inoltre, avrebbe dovuto interpretare, in abbinamento con Pino Marchese il brano "'A grotta azzurra" al festival di Napoli, se la manifestazione non fosse stata annullata all'ultimo momento. Nel 1981, con il motivo "'N'eternità" partecipa alla seconda edizione del Festival della Canzone napoletana e Nuove tendenze; dopo questa performance, l'attività canora del cantante rallenta in modo vistoso.

## Discografia

### Album in studio
- 1973 - Carcere curtiello e tomba (ATA, NLD 0001)
- 1973 - Allegramente da... Napoli (ATA, NLD 0002)
- 1974 - Pentimento 'e 'nu figlio (ATA, NLD 0015)
- 1975 - Franco D'Ambra (ATA, ZSATA 55584)

### Singoli
- 1960 - Zì Nicola/Cha cha cha abruzzese (Royal, QCM 1186)
- 1961 -  'Ncantesimo sott' 'a luna/T'aspettavo (Royal, QCM 1195)
- 1961 - Tu sempe/'O tuono 'e marzo (Royal, QCA 1209)
- 1962 - Via Partenope/Stanza verde (Royal, QCA 1238)
- 1963 - Mille buscie/Nuie ce lassammo (Royal, QCA 1269)
- 1963 - Santa Maria/Sott' 'o manto 'e sta città (Royal, QCA 1286)
- 1963 - Malvagità/Giuvinotto 'e primma uscita (Royal, QCA 1294)
- 1964 - Luntano/E fermate nu poco (Royal, QCA 1313)
- 1964 - T'arricuorde Carmè/Via Stramana (Royal, QCA 1327)
- 1965 - 'Nu saluto/Femmina 'ngrata (King, AFK 56045)
- 1966 - 'O 'mpicciuso 'e Marcianise/Me so' perduto (King, AFK/ 57017)
- 1966 - Stella, stella!/Dimane te ne vaie (King, AFK/ 57018)
- 1967 - 'O meglio amico/'O balcone 'e Napule (Regal, SRQ 300)
- 1967 - 'A vitarella/Cunte 'e minute (Regal, SRQ 303)
- 1969 - 'Na rosa... mille rose/'E ttre ccanzone (Zeus, BE 248)
- 1971 - Femmena perduta/Brinneso a libertà (Tic Tac, TT 5000)
- 1971 - 'A grotta azzurra/Carmela Spina (Tic Tac, TT 5001)